# Vanity/Nemesis
Vanity/Nemesis es el cuarto álbum de estudio de la banda suiza de metal extremo Celtic Frost, grabado en 1989 y publicado en abril del año siguiente a través de Noise Records. Este trabajo marcó el regreso del bajista original Martin Eric Ain, aunque sus contribuciones fueron mínimas, el único del guitarrista Ron Marks, que participó como músico de sesión, y el último con el batería Stephen Priestly. Además, supuso un cambio de estilo respecto a su antecesor al abandonar el estilo glam de Cold Lake, ya que el propio grupo reconoció tener miedo a afrontar riesgos tras el fracaso comercial que había supuesto este.
Bajo la producción de Roli Mosimann, la grabación del disco tuvo lugar en dos estudios de Berlín, donde Marks fue fuente de conflictos hasta el punto de abandonar las sesiones antes de su finalización. Tras su lanzamiento, recibió principalmente reseñas positivas que destacaron su regreso al sonido thrash, aunque con el paso del tiempo los expertos lo calificaron como un disco «de compromiso» tras el error que había supuesto Cold Lake. Después de realizar una breve gira promocional por Europa y romper su contrato con Noise, el conjunto anunció su disolución en 1993.

## Trasfondo
A mediados de 1989, tras la expulsión del guitarrista Oliver Amberg, los tres restantes miembros de Celtic Frost —Tom G. Warrior (voz y guitarra), Stephen Priestly (batería) y Curt Victor Bryant (bajo y guitarra)— tomaron la decisión de grabar un nuevo trabajo de estudio como trío e invitar a algún colaborador si fuera necesario. Warrior, sabedor de que los aficionados no aceptarían a un nuevo integrante y que podría incorporar a un bajista o a un guitarrista para completar la formación, optó por Ron Marks —guitarrista de la banda en 1987— o Martin Eric Ain, quien era el bajista original del conjunto. Ain había declinado la oferta —en sus palabras, «mi estómago dice sí, ¡pero mi cerebro dice no!»—, aunque accedió a grabar algunas pistas de bajo y a escribir las letras, mientras que Marks aceptó volar desde los Estados Unidos a Suiza para participar en los ensayos.

## Grabación

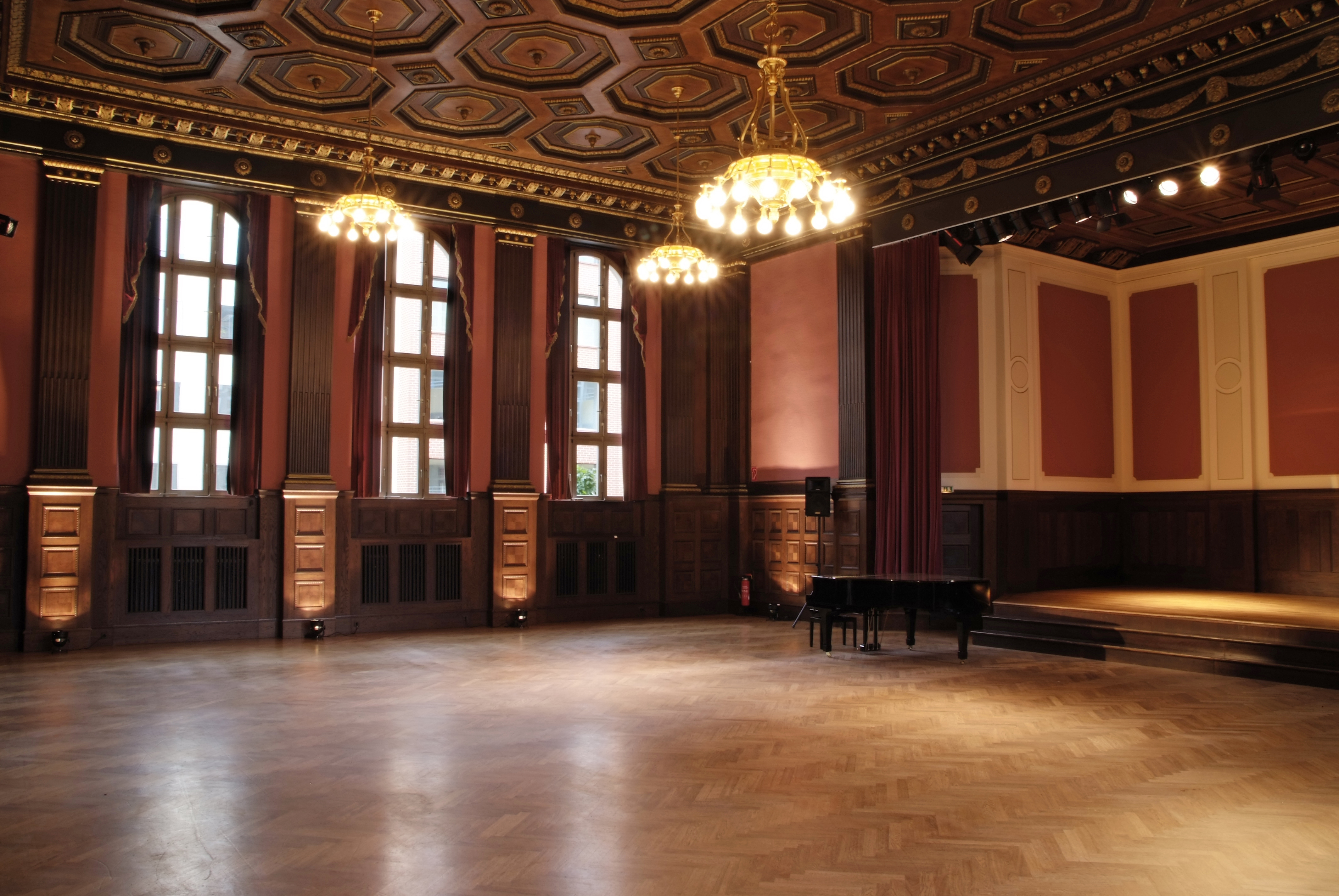
Parte de la grabación tuvo lugar en los estudios Hansa. En la imagen, una de sus salas.

El encargado para las labores de producción fue Roli Mosimann, quien había colaborado con The The, The Young Gods y Faith No More, y con el que el conjunto había tratado de trabajar desde hacía tiempo. Por su parte, la grabación, al igual que la de su antecesor, tuvo lugar en los estudios Hansa y Sky Trak de Berlín en sesiones de unas 13 o 14 horas y de las que Warrior recordó que «no nos estábamos adhiriendo a lo que habíamos ensayado. Mejorábamos constantemente el material en el estudio y nos cambiábamos los instrumentos». El vocalista señaló que, durante la estancia en la capital alemana, el respeto mutuo entre Bryant y Marks había acabado debido a la «necesidad de éxito» del segundo y que esto estropeó gran parte de la experiencia. Finalmente, cuando la grabación llegaba a su final, Marks se marchó y dejó sin pagar varias facturas de llamadas telefónicas por un valor de miles de marcos alemanes. Paralela a la salida del guitarrista, tuvo lugar la llegada a Berlín de Ain para completar la letra de una de las canciones, grabar el bajo en una de ellas y finalmente aceptar su regreso como miembro oficial de la banda. Además de los mencionados músicos, el álbum contó con la participación de Mosimann como cantante adicional y teclista en algunos temas y de Uta Gunther, Michele Amar y de la mujer de Warrior, Michelle Fischer, como coristas y/o vocalistas adicionales.

## Música
A diferencia de sus primeros trabajos, en los que Warrior era el compositor fundamental, así como de Cold Lake, compuesto principalmente por Oliver Amberg, Vanity/Nemesis fue un esfuerzo colectivo en el que todos los integrantes, incluido Marks, contribuyeron en la creación de los temas. Ain apareció además acreditado como letrista de algunas de las pistas, aunque, en opinión de Warrior, el bajista no participó de forma directa en su escritura, sino que estas incorporaron líneas y versos de canciones inacabadas que ambos habían comenzado entre 1984 y 1987. Tras el fracaso comercial de su antecesor, con Vanity/Nemesis, Celtic Frost centró su sonido a lo que «los aficionados querían», ya que, según Warrior, «después de Cold Lake, teníamos miedo de hacer más experimentos»; de hecho, este mantuvo su forma de cantar en ese álbum —menos aullidos y más coordinada—. En cuanto a su estilo, el disco abandona el glam metal de su predecesor y en su lugar mezcla thrash metal, heavy metal, rock gótico y elementos de metal industrial.
El álbum comienza con «The Heart Beneath», la primera de las canciones creadas explícitamente para el álbum y refleja en su letra los abusos de las religiones. «Wine in My Hand (Third from the Sun)» fue escrita en uno de los estudios en apenas diez minutos y su temática es la situación de la humanidad en el mundo, en tanto que «Wings of Solitude» se convirtió, de acuerdo con Warrior, en «un poema filosófico realmente difícil de explicar» y la comparó con las piezas del álbum Into the Pandemonium (1987). La letra de «The Name of My Bride» refleja para Ain su «relación con las mujeres en general, lo que busco y lo que aún no he encontrado. Finalmente decidí que uno nunca puede encontrar la perfección». «This Island Earth» es una versión de Bryan Ferry que el grupo seleccionó, ya que Roxy Music era una de sus principales influencias y porque, aunque se trataba casi de una balada, era completamente diferente a cualquier cosa que el conjunto hubiera hecho. «The Restless Seas» incluyó algunas influencias de la música funk y su letra explica «cómo vemos el desarrollo de la humanidad, tanto técnica como mentalmente». «Phallic Tantrum» es la continuación de «The Heart Beneath» y sigue con el asunto de cómo las religiones afectan a las masas. «A Kiss or a Whisper» trata, en palabras del vocalista, «de la civilización y la humanidad moviéndose hacia el apocalipsis». «Vanity» es, como indica su nombre, sobre la vanidad y, de acuerdo con Warrior, describe a la gente cómo es hoy en día. Por su parte, «Nemesis» abarca en su letra, de una forma bíblica, los primeros días de la tierra. La edición en CD incorporó además una versión de «Heroes» de David Bowie, aunque, a excepción de la letra, poco tiene en común con la interpretación del músico británico dado que incorpora «guitarras agresivas, ritmos de batería punzantes y voces primitivas».

## Título y diseño artístico
De acuerdo con Warrior, el título original, simplemente Vanity —en español: «vanidad»—, no reflejaba el contenido del álbum hasta la incorporación del término Nemesis —en español: «justicia»— que tenía varias interpretaciones y no únicamente por la temática de las letras o por experiencias pasadas del grupo.
La portada muestra fotos individuales de los cuatro músicos tras un efecto de espejo roto. La idea de la cubierta, así como el diseño artístico, fueron obra del fotógrafo Martin Becker, quien ya había trabajado con la banda con anterioridad. Precisamente, las imágenes tomadas por Becker en su estudio de Berlín en noviembre de 1989 mostraban a un conjunto más serio y «claramente renacido», en opinión de Warrior.

## Lanzamiento
Vanity/Nemesis salió a la venta el 9 de abril de 1990 a través de Noise Records con la distribución de EMI en Europa y la de RCA en los Estados Unidos. Fue editado en vinilo, casete y CD y sería este último formato el que incluyera como pista adicional el tema «Heroes». Tiempo después, Noise reeditó el disco en 1999 —con la inclusión de «Heroes» y «A Descent To Babylon (Babylon Asleep)»— y en 2017, aunque en esta ocasión con la distribución de BMG y la participación de Warrior y su socio V. Santura en la remasterización.
Como parte de la promoción de Vanity/Nemesis, la discográfica solo extrajo un sencillo, «Wine in My Hand (Third from the Sun)», al que acompañó un vídeo musical grabado en una vieja nave industrial de Berlín y que sería el primero realizado casi totalmente bajo el control de la agrupación. El sencillo, cuya publicación coincidió con la del disco, fue editado en formato EP e incorporó además las canciones «Heroes» y «A Descent to Babylon (Babylon Asleep)». La portada, diseñada por Kevin O'Neill, incluía un superhéroe llamado Hellhammer que, de acuerdo con Warrior, era «perfecto tanto para representar el dogma de Celtic Frost como para complacer al público del rock».

## Recepción
Tras su lanzamiento, Vanity/Nemesis recibió fundamentalmente mejores reseñas que su predecesor. Mike Exley de Metal Forces escribió: «Acéptalo por lo que es, una grabación realmente pesada que mantiene la carrera en constante desarrollo de esta banda. Incluso las versiones de Bryan Ferry y David Bowie tienen estampado el sonido Celtic Frost y resultan ser excelentes reinterpretaciones en lugar de copias». Alan Tecchio, vocalista de Watchtower relató en Metal Hammer que «Wings of Solitude» era su pieza favorita del disco y consideró que «es realmente genial. Una canción brillante; la voz femenina es fabulosa». Un crítico de la revista RAW sentenció que «los Frost están de vuelta en su forma más feroz. Esto es metal épico y contemporáneo en su máxima expresión». Andrea Nieradzik de la edición alemana de Metal Hammer lo calificó con seis estrellas de diez y remarcó que el álbum «ofrece algo para todos y no es una mezcolanza de diferentes estilos, sino algo completo, que tiene sentido. Con Roli Mosimann finalmente encontraron al productor que sabe perfectamente cómo implementar de manera efectiva las ideas de los músicos». Peter Atkinson del Record-Journal aclaró que «es un paso en la dirección correcta tras el desastroso Cold Lake» y que «ofrece una especie de compromiso contundente, pero con temas accesibles en gran parte». Thomas Kupfer de Rock Hard destacó que el conjunto «ha vuelto a orientarse hacia sus raíces. "Phallic Tantrum", "The Heart Beneath" o "Third from the Sun" (por citar algunas) son canciones thrash de primer nivel y también el toque vanguardista que caracterizó a los suizos durante los tiempos de Into The Pandemonium esta vez no se queda corto». John Duke, de la edición inglesa de Metal Hammer, expuso que «"Wine in My Hand" es una de las piezas más poderosas y grandilocuentes que Frost haya escrito jamás. Celtic Frost está de regreso, y de hecho no es un compromiso, es casi arte».
Con el paso del tiempo, las críticas fueron principalmente positivas, pero la mayoría coincidió en que, aunque se trataba de un trabajo mejor que su antecesor, fue inferior al resto de su discografía. Dom Lawson de Classic Rock subrayó que «fue un intento audaz de enmendar la vergüenza glam de Cold Lake y ha envejecido extremadamente bien, a pesar de que nunca alcanzó las alturas de sus venerados predecesores». Eduardo Rivadavia de Loudwire lo definió como «una especie de álbum de compromiso» y apuntó que «todavía no había forma de ocultar el hecho de que Celtic Frost era, a estas alturas, una fuerza creativa confusa y agotada». Dayal Patterson, autor del libro Black Metal: Evolution of the Cult (2013), narró que «fue, musicalmente hablando, un esfuerzo más sólido [...] aunque no fue suficiente para rejuvenecer al grupo». Bradley Torreano de AllMusic manifestó que «dejando a un lado la última canción ["Heroes"], este es un álbum ligeramente defectuoso, pero satisfactorio, que ofrece una dirección para el heavy metal que ningún otro conjunto intentó seguir en ese momento. Lamentablemente, su reputación como "vendidos" se trasladó a este disco». Adrien Begrand de PopMatters expuso que «a pesar de sus mejores esfuerzos en el admirable y subestimado Vanity/Nemesis, el daño ya estaba hecho; los fanáticos aún se sentían traicionados. Los una vez poderosos Celtic Frost fueron considerados como parias y se disolvieron poco después».

## Gira y disolución
Para promocionar el disco, el cuarteto programó una gira exclusivamente por Europa. Durante los ensayos previos, había acordado incorporar una corista para poder interpretar piezas como «Wings of Solitude», pero solo una semana antes del primer concierto, Uta Gunther, quien ya había participado en el álbum, desarrolló un miedo escénico que le impidió actuar en directo. La siguiente opción fue la esposa de Warrior, Michelle Fischer, quien pese a no tener preparación como cantante, recibió la aprobación de los otros integrantes de la banda. Finalmente, la idea de incorporar una corista quedó descartada después de que en las últimas pruebas de sonido, Stephen Priestly demostrara ser capaz de hacerse cargo de los coros y, según Warrior: «No, esto no es la Plastic Ono Band». La gira, llamada Campaign: Slow Freeze, tuvo lugar exclusivamente en los Países Bajos, el Reino Unido y Alemania y el grupo interpretó una media de veinticinco temas por concierto; inició en Hamburgo en abril de 1990 y terminó al mes siguiente en Derby.
A comienzos de 1991, el contrato entre Noise y Celtic Frost llegó a su fin; de hecho, ambas partes habían tenido frecuentes discusiones desde hacía años y el propio Warrior había llamado públicamente al propietario del sello, Karl Ulrich Walterbach, «la peor persona que he conocido. [...] Es el mayor villano que conozco. Creo que he firmado mi sentencia de muerte aquí, pero solo estoy declarando mi opinión». Finalmente, en 1993, sin ningún acuerdo discográfico, reacia a trabajar de nuevo con un sello independiente y con el auge del grunge, la agrupación decidió separarse.

## Lista de canciones
| N.º | Título                                       | Letras                 | Música                                        | Duración |  |
| 1.  | «The Heart Beneath»                          | Thomas Gabriel Warrior | Curt Victor Bryant, Stephen Priestly, Warrior | 3:49     |  |
| 2.  | «Wine in My Hand (Third from the Sun)»       | Warrior                | Bryant, Priestly, Warrior                     | 3:26     |  |
| 3.  | «Wings of Solitude»                          | Warrior                | Warrior                                       | 4:35     |  |
| 4.  | «The Name of My Bride»                       | Martin Eric Ain        | Bryant                                        | 4:30     |  |
| 5.  | «This Island Earth» (versión de Bryan Ferry) | Ferry                  | Ferry                                         | 5:49     |  |
| 6.  | «The Restless Seas»                          | Warrior                | Bryant, Ron Marks, Warrior                    | 5:40     |  |
| 7.  | «Phallic Tantrum»                            | Ain, Warrior           | Bryant, Warrior                               | 3:31     |  |
| 8.  | «A Kiss or a Whisper»                        | Ain, Warrior           | Bryant, Warrior                               | 3:04     |  |
| 9.  | «Vanity»                                     | Ain, Warrior           | Bryant, Priestly, Warrior                     | 4:24     |  |
| 10. | «Nemesis»                                    | Ain, Warrior           | Bryant, Marks, Warrior                        | 7:46     |  |

| Pista adicional de la edición en CD |                                   |                  |            |          |  |
| N.º                                 | Título                            | Letras           | Música     | Duración |  |
| 11.                                 | «Heroes» (versión de David Bowie) | Bowie, Brian Eno | Bowie, Eno | 3:45     |  |

| Pista adicional de la reedición de 1999 |                                         |              |                |          |  |
| N.º                                     | Título                                  | Letras       | Música         | Duración |  |
| 12.                                     | «A Descent to Babylon (Babylon Asleep)» | Ain, Warrior | Marks, Warrior | 4:26     |  |

Fuente: Libretos de la reediciones de Vanity/Nemesis de 1999 y 2017.

## Créditos
| Celtic Frost - Thomas Gabriel Warrior – voz principal, guitarra rítmica (excepto pistas 3, 7), bajo (pista 7), coros (pistas 1, 2, 6, 7, 8) - Martin Eric Ain – bajo (pista 1), coros (pistas 1, 7, 10) - Stephen Priestly – batería, coros (pista 2) - Curt Victor Bryant – bajo (excepto pistas 1, 7), guitarra líder y rítmica (excepto pistas 3, 6, 9, 10), coros (pistas 1, 2) Músicos adicionales - Ron Marks – guitarra líder y rítmica (excepto pistas 2, 7), guitarra acústica (pista 10) - Michelle Fischer – voz adicional (pista 1) - Roli Mosimann – voz adicional (pista 1), teclado (pista 10) - Michele Amar – voz adicional (pista 3, 11) - Uta Gunther – coros (pistas 3, 6, 9, 10, 12) | Producción - Roli Mosimann – producción, arreglos - Brian Martin – ingeniería, mezcla - Voco Fauxpas – ingeniería - Alex Leser, Michele Amar, Andreas Gerhardt, Michael Herzog, Tom Re – asistentes de ingeniería - Howie Weinberg – masterización - Karl Ulrich Walterbach – producción ejecutiva - Celtic Frost – portada - Martin Becker – portada, fotografía |

Fuente: Libreto de la reedición de Vanity/Nemesis de 1999.